# Payao Poontarat
Payao Poontarat (in thai: พเยาว์ พูนธรัตน์; 18 ottobre 1956 – Bangkok, 13 agosto 2006) è stato un pugile thailandese.

## Palmarès

### Olimpiadi
- 1 medaglia:
  - 1 bronzo (Montréal 1976 nei pesi mosca leggeri)